# Iolaus carina
Iolaus carina är en fjärilsart som beskrevs av William Chapman Hewitson 1873. Iolaus carina ingår i släktet Iolaus och familjen juvelvingar. Inga underarter finns listade i Catalogue of Life.

## Bildgalleri

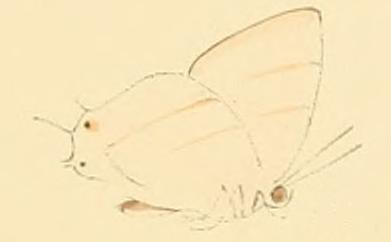